# 신신 (만화)
《신신》(프랑스어: Dieu en personne)은 2009년 출간된 마르크앙투안 마티외의 만화이자 그래픽 소설이다. 2010년 ACBD 평론 대상을 수상하였다. 부제는 《어느 날, 이름도 성도 신이라는 그가 나타났다》이다.